# 고현동 (거제시)
고현동(古縣洞)은 경상남도 거제시의 행정동이자 법정동으로, 거제시의 교통, 행정, 상업 중심지이다. 면적은 5.18 km2이며, 인구는 약 4만 명이다.
고현(古縣)이라는 지명은 과거 거제현의 치소(治所)가 있었던 곳이라는 뜻이다.

## 역사
1271년(고려 원종 12년) 왜구의 침탈로 거창현 동부의 가조(加祚)로 피난가 살던 거제현민들이 1422년(조선 세종 4년) 되돌아와서 사등성을 축성하다가 성터가 협소하여, 1432년 현재의 고현동에 관아를 설치해 거제현의 치소(治所)로 삼고 조선 문종 때 거제읍성(현 고현성)을 축성하였다.
1592년 임진왜란으로 거제읍성이 함락되어 폐허가 되었고, 1663년에 현의 치소를 서부면으로 옮겨 그때부터 서부면을 '거제면'이라 칭하고, 옛 거제읍성 일대를 고현(古縣)이라고 칭하였다.
- 1432년(조선 세종 14년) : 거제현 관아 설치
- 1451년(조선 문종 1년) : 거제읍성(현 고현성) 축성
- 1663년(조선 현종 4년) : 서부면으로 관아를 이전
- 1944년 11월 20일 : 일운면 고현출장소
- 1956년 10월 30일  : 거제군 청사가 일운면 고현리로 옮겨옴.
- 1963년 1월 1일 : 일운면 고현출장소가 신현면(新縣面)으로 승격
- 1979년 5월 1일 : 신현면이 신현읍으로 승격
- 1995년 1월 1일 : 거제군과 장승포시가 도농복합시인 거제시로 통합
- 2008년 7월 1일 : 신현읍이 4개 행정동으로 분동(고현동 주민센터 개청)

## 지리
거제시청이 있는 도시 마을로 거제의 중심부에 위치하며 서남쪽에 해발 556m의 계룡산이 병풍을 두른 듯 솟아 있고 남으로는 선자산, 동남으로 옥녀봉, 동으로 국사봉과 독봉산, 북으로 앵산이 감싸고 있는 분지다. 서북으로 고현만이 깊숙이 파고 들어와 시내에 접하고 있다.

## 교통
- 고현시외버스터미널
- 거제시내버스

## 자연마을
- 서문(西門) 1,2,3,4,5,6 마을
- 성내(城內) 마을
- 중앙(中央) 마을
- 성림(城林) 마을
- 성동(城東) 마을
- 신성(新城) 마을
- 중곡(中谷) 1,2,3 마을
- 동문(東門) 마을
- 남문(南門) 1,2,3 마을
- 제산(- 또는 猪山) 3,4,5,6,7,8 마을
- 덕산(德山) 1,2,3,4 마을
- 수덕(水德) 마을

## 교육
- 대우초등학교
- 거제고현초등학교
- 신현중학교
- 신현초등학교
- 거제중앙초등학교

## 아파트
| 단지명                      | 건설사          | 시행사                                   | 주소             | 입주        | 비고 |
| --------------------------- | --------------- | ---------------------------------------- | ---------------- | ----------- | ---- |
| e편한세상 고현              | 대림산업 ㈜삼호 | 삼성중공업㈜ 거제조선소 13차직장주택조합 | 거제대로 4500-45 | 2015년 5월  |      |
| e편한세상 거제 유로스카이   | 디엘이앤씨㈜    | 디엘이앤씨㈜                             | 고현항로 38      | 2023년 11월 |      |
| e편한세상 거제 유로아일랜드 | 디엘이앤씨㈜    | 디엘이앤씨㈜                             | 고현항2로 52     | 2022년 6월  |      |
| 거제양정 대동피렌체         | 대동건설㈜      | 삼성중공업10차 직장주택조합              | 중곡로2길 56     | 2004년 11월 |      |
| 거제 1차 롯데인벤스家       | 롯데기공㈜      | ㈜천부개발                               | 서문로 30        | 2007년 4월  |      |
| 덕산베스트타운 1차          | 덕산건설㈜      | 덕산건설㈜                               | 중곡로 42        | 1997년 12월 |      |
| 덕산베스트타운 2차          | 덕산토건㈜      | 덕산토건㈜                               | 중곡2로 89       | 2002년 4월  |      |

## 관광
- 고현성
- 거제포로수용소